# Символ почты Японии
〒 (яп. 郵便記号 Ю:бин киго:) также  (яп. 郵便マーク Ю:бин ма:ку) — служебный символ Japan Post Service, почтового оператора в Японии. Он также используется в качестве знака почтовых индексов Японии.

## Описание
Данный символ является стилизованным слогом тэ (テ) катаканы и ведёт своё происхождение от японского слова тэйсин (逓信 — коммуникации). Появление символа относится к довоенной эпохе (до Второй мировой войны), когда была низка грамотность среди населения, а символ катаканы был легко понимаемым по сравнению с символами кандзи.
Для указания почтового индекса сначала пишется данный символ, а затем и сам почтовый код. Так, например, один из районов Токио Мэгуро имеет следующий почтовый индекс: 〒153-0061. Использование данного символа привело к тому, что он включён в стандартный набор символов клавиатуры для компьютеров в Японии.
Из вариантов, показанных на первом рисунке, стандартным является крайний правый символ, используемый при адресации. Символ 〶 в центре круга часто используется на картах для указания почтовых отделений.

### В Юникоде
Символ представлен в Юникоде.
〒 unicode: U+3012
〠 unicode: U+3020
〶 unicode: U+3036

## Сходство с символом тенге
30 марта 2007 года в Республике Казахстан был утверждён символ национальной валюты тенге «₸», который практически ничем не отличается от символа почты Японии. Эта нелепая случайность вызвала серьёзные споры в казахстанском обществе, но символ тенге всё же был введен в оборот.